# Ubisoft Montreal
Ubisoft Divertissements Inc., conocido popularmente como Ubisoft Montreal, su nombre comercial, es un estudio desarrollador de videojuegos canadiense con sede en Montreal, Quebec, propiedad de Ubisoft desde su fundación en 1997. Es el estudio de desarrollo de videojuegos más grande del mundo, con más de 4.000 empleados, responsable del desarrollo principal de algunas de las franquicias y videojuegos más exitosos y conocidos de los últimos tiempos, como Assassin's Creed, Far Cry, Watch Dogs, Tom Clancy's Rainbow Six, Tom Clancy's Splinter Cell, For Honor, entre otros.

## Historia

### Fundación y primeros años (1997-2001)
Tras la oferta pública inicial de Ubisoft en 1996, la compañía comenzó a buscar su expansión en el mercado global. El establecimiento de un estudio en Quebec, Canadá, era de gran interés para la empresa; según el CEO de Ubisoft Montreal en ese momento, Yannis Mallat, un estudio en Quebec les permitiría atraer empleados de habla francesa, ayudando en la comunicación con la sede de la empresa en Montreuil, Francia, y estaba muy cerca de Estados Unidos, uno de los mayores mercados mundiales de la industria de los videojuegos.
Al mismo tiempo, la ciudad de Montreal, en Quebec, intentaba recuperarse de la pérdida de puestos de trabajo debida a la desaparición de las industrias manufacturera y textil desde principios de los años 90. El gobierno estatal estaba interesado por la creación de nuevos puestos de trabajo en el sector tecnológico, informático y diseñador multimedia. El lobista Sylvain Vaugeois, al enterarse de que Ubisoft buscaba puestos de trabajo, ideó el Plan Mercure que incentivaría a Ubisoft a fundar un estudio en Montreal, proponiendo que el gobierno subvencionara a cada empleado con 25.000 dólares canadienses durante 5 años, pero el gobierno rechazó este plan por considerarlo excesivo para el uso de fondos públicos. Aun así, Vaugeois se reunió con Ubisoft, invitándoles a visitar Montreal y sugiriendo que el Plan Mercure era viable, y tras su visita, descubrieron que habían sido engañados, lo que provocó cierta vergüenza en la ciudad y en Quebec en general. Los representantes del gobierno estatal se reunieron con Ubisoft para convencerles de que establecieran un estudio en Quebec, después de enterarse de que Ubisoft estaba considerando la posibilidad de crear un estudio cerca de Boston o en New Brunswick. Pierre Pettigrew, Ministro de Desarrollo de Recursos Humanos, trabajó para llegar a una solución, repartiendo 25.000 dólares canadienses por empleado para proporcionar 500 nuevos puestos de trabajo a jóvenes y ofrecer formación en el sector multimedia. Ubisoft estuvo de acuerdo y creó Ubisoft Montreal (legalmente llamada Ubisoft Divertissements Inc.) el 25 de abril de 1997. El estudio se fundó en las oficinas del Peck Building, una antigua fábrica textil situada en el distrito municipal Mile End, a lo largo de Saint Laurent Boulevard.
Martin Tremblay se incorporó a Ubisoft Montreal como vicepresidente ejecutivo en 1999, y fue ascendido a director de operaciones un año después. En su estancia en Ubisoft Montreal, ayudó a dirigir el estudio a través de un período de fuerte expansión, supervisando la contratación de casi 1000 nuevos empleados. En el mismo periodo también vio al estudio desarrollar las series Tom Clancy's Splinter Cell y Prince of Persia. El 3 de abril de 2006 abandonó el estudio "para asumir nuevos desafíos".
El estudio comenzó con 50 empleados, la mitad procedía de la sede de Ubisoft en Montreuil y el resto fue contratado gracias a las subvenciones que brindó el gobierno. Según Mallet, uno de los mitos fundacionales era que habían asignado a los nuevos empleados en oficinas con computadoras y les habían dicho que desarrollaran un juego, pero Mallet reconoció que había una falta de experiencia en el desarrollo de juegos por parte de los nuevos empleados. Los primeros títulos del estudio fueron juegos infantiles basados en la propiedad intelectual (IP, por sus siglas en inglés) bajo licencia, como Donald Duck: Goin' Quackers y juegos basados en la serie de juguetes Playmobil. Los títulos se vendían bien, aumentando la rentabilidad del estudio, lo que les permitió establecer un programa interno para seguir expandiéndose y crear sus propias propiedades intelectuales en el futuro.

### Consolidación y crecimiento (2002-2008)
El título que impulsó el crecimiento de Ubisoft Montreal fue Tom Clancy's Splinter Cell, un exitoso juego de acción-aventura y sigilo lanzado en 2002. Antes de esto, en 1999, Ubisoft había cerrado un pequeño estudio de desarrollo en Nueva York en 1999, que había estado trabajando en un juego llamado The Drift, un juego de disparos en tercera persona con elementos de sigilo. Ubisoft consideró que el juego carecía de cohesión y, a pesar de los esfuerzos por convertirlo en un juego de James Bond, optó por detener el desarrollo y transferir el personal y todo el trabajo en curso a Ubisoft Montreal. Al año siguiente, en agosto de 2000, Ubisoft adquirió Red Storm Entertainment, que había producido con mucho éxito juegos basados en las novelas de Tom Clancy. La adquisición incluía la licencia para desarrollar más juegos basados en Tom Clancy, así como el acceso al motor de videojuego Unreal Engine. El equipo de Ubisoft Montreal empezó a experimentar con modernos dispositivos de espionaje dentro de los elementos existentes en The Drift, y encontró potencial para hacer un juego de la serie de Tom Clancy a partir de él, dando lugar al primer juego de la serie Tom Clancy's Splinter Cell. El estudio de Montreal siguió desarrollando varias de las secuelas de Tom Clancy's Splinter Cell hasta 2010.
En 2001, Ubisoft adquirió los derechos de las IP Myst, Chessmaster y Prince of Persia, de las compañías Mattel y The Learning Company. Ubisoft Montreal llevó los juegos originales de plataformas en 2D a una perspectiva 3D en tercera persona, incorporando el parkour, además de traer al creador original de la franquicia; Jordan Mechner, como consultor para la historia del juego. Prince of Persia: Las Arenas del Tiempo salió a la venta en 2003, y resultó ser un éxito crítico y comercial, con más de 14 millones de copias vendidas en 2014, así como varias secuelas que se desarrollaron posteriormente.
Un equipo designado de Ubisoft Montreal trabajó en el desarrollo de un juego de Prince of Persia para las consolas de nueva generación a partir de 2004. Ubisoft quería cambiar el personaje del príncipe, y pronto llegaron al concepto de que el jugador controlara a uno de los asesinos durante el periodo de la Tercera cruzada. El nuevo hardware más moderno les permitió ampliar la jugabilidad lineal de Prince of Persia: Las Arenas del Tiempo a un juego de mundo abierto. Ubisoft no estaba dispuesta a lanzar un título de la serie Prince of Persia en el que el príncipe no fuera el personaje principal, y el título fue reelaborado para ser una nueva IP, llamada Assassin's Creed, que terminó siendo lanzada en noviembre de 2007, vendiendo más de 10 millones de unidades hasta 2014. Esta fue la tercera gran IP que se desarrolló en Ubisoft Montreal, y también ha tenido numerosas secuelas desde su lanzamiento.
Otra IP importante que llegó a manos de Ubisoft Montreal fue la serie Far Cry. En un principio, Ubisoft había trabajado con Crytek para ampliar la demostración de su CryEngine mediante un título llamado Far Cry, que Ubisoft publicó en marzo de 2004, resultando en un éxito crítico y comercial. Ubisoft le compró a Crytek los derechos de Far Cry y una licencia persistente del CryEngine. Ubisoft vio potencial en Far Cry, y le asignó a Ubisoft Montreal el desarrollo de nuevos juegos, convirtiéndola en una franquicia, lo que les permitió seguir trabajando en nuevos títulos y mejorar el CryEngine, creando un nuevo motor propio llamado Dunia Engine, usando entre un 2% y un 3% del motor original. El equipo de Montreal creó varias secuelas de Far Cry, empezando por Far Cry 2, lanzado en octubre de 2008, resultando en un éxito crítico y comercial al igual que su antecesor.
Durante este período, en 2005, el gobierno estatal otorgó a Ubisoft Montreal 5 millones de dólares canadienses para expandirse, con el objetivo de llegar a 2.000 empleados para 2010. En 2007, con ya 1.600 empleados, el gobierno aumentó el monto a 19 millones de dólares canadienses para llegar a 3.000 empleados en 2013, lo que convirtió a Ubisoft Montreal en el estudio dedicado al desarrollo de videojuegos más grande del mundo.

### Crecimiento continuo (2009-actualidad)
Ubisoft Montreal sigue desarrollando juegos de las series Tom Clancy's, Prince of Persia, Assassin's Creed y Far Cry, etc., con el apoyo de otros estudios de Ubisoft que actúan como soporte. Estas franquicias establecieron el enfoque de Ubisoft Montreal en torno a los juegos de mundo abierto, un objetivo que Ubisoft quería mientras la empresa se preparaba para la octava generación de consolas, así como perfeccionar la dedicación a la autenticidad y la calidad que caracteriza a los juegos desarrollados por Ubisoft Montreal. Para seguir ampliando su cartera de juegos, el estudio desarrolló posteriormente la serie Watch Dogs, con el primer juego lanzado en mayo de 2014. Watch Dogs se desarrolló como un juego de mundo abierto moderno y urbano, incorporando elementos de hacking y vigilancia. El título fue un éxito crítico y comercial, provocando que Ubisoft Montreal ganara el premio al mejor estudio del año en los Premios Golden Joystick.
En junio de 2013, Ubisoft adquirió THQ Montreal, un estudio desarrollador de videojuegos con 170 empleados, y lo fusionó con Ubisoft Montreal.
Ubisoft Montreal desarrolló otra nueva IP, un título llamado For Honor, lanzado en febrero de 2017. Atípico de las propiedades de Ubisoft Montreal,  For Honor es un juego multijugador de lucha en tercera persona que utiliza varios guerreros de varias épocas de la historia. Era una idea que su desarrollador principal; Jason Vandenberghe tenía desde al menos 10 años antes de su anuncio. For Honor representa el primer intento exitoso del estudio de ser un "juego continuo", produciendo contenido regularmente en forma de temporadas. El título es un éxito crítico y comercial.
El CEO de Ubisoft Montreal y director general de los estudios canadienses de Ubisoft, Yannis Mallat, dejó la compañía el 11 de julio de 2020. Christophe Derennes fue nombrado para sustituir su cargo. Derennes trabajaba en Ubisoft desde 1990, donde estuvo a cargo de la gestión, las adquisiciones y control de operaciones. Después de 7 años en la sede central, se fue de Francia a Quebec y fundó Ubisoft Montreal en colaboración con Sabine Hamelin, luego fue responsable de administrar el departamento de control de calidad.
El estudio se aventuró en el desarrollo de juegos móviles, anunciando Tom Clancy's Rainbow Six Mobile el 5 de abril de 2022 para Android y IOS. El título es la versión adaptada para dispositivos móviles de Tom Clancy's Rainbow Six: Siege, un exitoso juego de disparos táctico perteneciente a la serie Tom Clancy's Rainbow Six, que Ubisoft Montreal lanzó en diciembre de 2015 para PC y consolas.

## Videojuegos desarrollados
Ubisoft Montreal es el principal desarrollador de juegos de las series Assassin's Creed, Far Cry, Prince of Persia, Tom Clancy's Splinter Cell, Tom Clancy's Rainbow Six y Watch Dogs, además de títulos individuales, como For Honor. Sin embargo, esto no quiere decir que desarrollen todos los títulos de estas franquicias, y en la mayoría de las ocasiones, otros estudios de Ubisoft los apoyan con el desarrollo.
- Tom Clancy's Splinter Cell
- Prince of Persia
- Tom Clancy's Rainbow Six
- Far Cry
- Assassin's Creed
- Watch Dogs
- Child of Light
- Transference
- For Honor
- Roller Champions

## Impacto
Se considera que el establecimiento de Ubisoft Montreal tuvo un impacto significativo en la ciudad. En los años siguientes, el área de Mile End pasó de ser una zona de bajos ingresos a un centro comercial con nuevos negocios, tiendas, restaurantes y otras atracciones para la fuerza laboral. Para la ciudad en general, Ubisoft Montreal impulsó su desarrollo y la ayudó a establecer su posición como una ciudad creativa. Otras empresas establecieron estudios en Montreal siguiendo los pasos de Ubisoft, con el apoyo del gobierno estatal y el gobierno federal para brindar programas subsidiarios de apoyo a la creación de empleos de alta tecnología. A cambio, Ubisoft ha gastado más de 3.500 millones de dólares canadienses en la provincia de Quebec y continuó fundando estudios en la provincia, al igual que en otras ubicaciones de Canadá.